# Suport extraïble de dades
Un suport extraïble de dades és aquell suport d'emmagatzematge que, al contrari del clàssic que no es pot separar físicament, està dissenyat per ser extret de l'ordinador sense haver-lo d'apagar.